# Taborah Johnson
Taborah Johnson, también conocida como Tabby Johnson, es una cantante y actriz canadiense.

## Carrera
Comenzó su carrera en la producción de Toronto de Hair cuando era adolescente. Posteriormente fue corista de Rick James entre 1979 y 1982, incluido en el sencillo más famoso de James, "Super Freak". Posteriormente regresó a Toronto, donde cantó como intérprete de jazz y como corista de la banda de su hermana Molly, Infidels, y actuó en papeles ocasionales en cine y televisión, incluidas apariciones en Cagney and Lacey, Airwaves, ENG y Clark's Homicide: Life on the Street, y papeles regulares en las series infantiles Polka Dot Door, El sofa de la imaginación como la Tía Macassar de 1992 a 1996, y Noddy, así como en la película A Holiday Romance.
Apareció también como jefa de Gabinete de la primera dama, asistente de la primera dama, en el largometraje de su hermano Clark, The Sentinel, y en la película para televisión de HBO de 1984, The Guardian, con Lou Gossett y Martin Sheen.
También ha trabajado como actriz de voz en series de animación como Star Wars: Ewoks, Star Wars: Droids, Babar, The Care Bears, Rupert, Beverly Hills Teens, Little Shop, Dinosaucers, Jayce and The Wheeled Warriors, Cars Toons, Madballs, My Pet Monster, Cadillacs y dinosaurios, Ned's Newt, The Neverending Story, Flash Gordon, ALF: The Animated Series, Mythic Warriors: Guardians of the Legend, Bad Dog, Little Rosey, Blazing Dragons, El mundo fantástico de Richard Scarry, Committed, George Shrinks, The Animal Shelf, Franklin, Quads! , Marvin the Tap-dancing Horse, Little Bear, Silent Witness: What a Child Saw, y Sam & Max: Freelance Police.
En febrero de 2005, Johnson se unió a la estación de jazz de Toronto CJRT-FM como presentador a tiempo parcial de un programa semanal de música góspel de dos horas. Abandonó CJRT apenas dos meses después. En el verano de 2005, apareció en la estación de noticias y entrevistas de Toronto CFRB, reemplazando a Mark Elliot en su turno de radio nocturno. En septiembre, la estación la nombró para un turno permanente, a tiempo parcial, los sábados de 4 a 6 p. m. EST. Ella ya no trabaja para la estación.

## Vida personal
Es hermana del actor Clark Johnson y de la cantante de rock y jazz Molly Johnson.